# Pematang Kerasaan
Pematang Kerasaan is een bestuurslaag in het regentschap Simalungun van de provincie Noord-Sumatra, Indonesië. Pematang Kerasaan telt 3503 inwoners (volkstelling 2010).